# Joel Nicolau
Pour les articles homonymes, voir Nicolau.
Nicolau  Beltrán est un nom espagnol. Le premier nom de famille, en général paternel, est Nicolau ; le second, en général maternel, souvent omis, est Beltrán.
Joel Nicolau, né le 23 décembre 1997 à Llofriu (Palafrugell), est un coureur cycliste espagnol. Il est membre de l'équipe Caja Rural-Seguros RGA.

## Palmarès
- 2015
  - Trofeu 15 d'Abril
- 2017
  - 3e du championnat de Catalogne
- 2019
  - 2e du Mémorial Pascual Momparler
  - 2e de la Clásica Ciudad de Torredonjimeno
  - 3e du Circuito Guadiana
  - 3e du Mémorial Aitor Bugallo

## Résultats sur les grands tours

### Tour d'Espagne
1 participation
- 2023 : 100e

## Classements mondiaux
| Année                                 | 2019  | 2020  | 2021  | 2022 | 2023  | 2024 |
| ------------------------------------- | ----- | ----- | ----- | ---- | ----- | ---- |
| Classement mondial                    | 3305e | 1691e | 1075e | 506e | 1416e | 411e |
| UCI Europe Tour                       | 2002e | 1255e | 797e  | 403e | nc    | nc   |
|                                       |       |       |       |      |       |      |
| Légende : nc = non classéSource : UCI |       |       |       |      |       |      |